# Tridentella memikat
Tridentella memikat är en kräftdjursart som beskrevs av Bruce 2008. Tridentella memikat ingår i släktet Tridentella och familjen Tridentellidae. Inga underarter finns listade i Catalogue of Life.